# Grajena
Grajena – wieś w Słowenii, w gminie Ptuj. W 2002 roku zamieszkiwana była przez 324 osoby.